# شهرستان لان
شهرستان لان (به لاتین: Lan County) یک منطقهٔ مسکونی در چین است که در لولیانگ واقع شده‌است.